# Энтеролобиум круглоплодный
Энтеролобиум круглоплодный (лат. Enterolobium cyclocarpum) — один из видов энтеролобиума. В Центральной Америке известен как гуанакасте, каро-каро, а также, благодаря форме плодов, ухо дьявола и слоновье ухо.

## Ареал
Энтеролобиум круглоплодный произрастает в американских тропических и экваториальных районах — юг США, Мексика, Центральная Америка, некоторые острова Карибского моря и север Южной Америки.

## Описание вида
Энтеролобиум круглоплодный — это дерево среднего или большого размера, высотой до 25-35 м и стволом до 3,5 м в диаметре. Кора светло-серая, с заметными тёмно-красновато-коричневыми вертикальными трещинами. У молодых деревьев эти трещины расположены ближе друг к другу, их слияние может придавать красноватый оттенок коры саженцев. Энтеролобиум круглоплодный растёт довольно быстро, в первый год его высота может превышать один метр.
Деревья часто растут на открытых местах. В таких условиях появляются массивные, вытянутые, практически горизонтальные ветви, образующие гигантские, полусферические, широко раскидистые кроны. В лесах деревья выше, а кроны более узкие. 
Листья дваждыперистые длиной 15-40 см и шириной до 17 см с черешком диаметром 2-6 см, на котором произрастает 4-15 пар перьев, каждая из которых имеет 40-70 листочков длиной 8-15 мм и шириной 2-4 мм. Энтеролобиум круглоплодный — вечнозелёное растение, но в сухих районах может сбрасывать листву на 1-2 месяца при засухе.
Соцветия белые, шаровидные, до 3 см, расположены на ножке длиной до 4 см. В каждом до 50 маленьких цветков с одним пестиком и 10-20 тычинками. Цветы имеют сильный запах. Лишь через 9-10 месяцев после цветения появляются зелёные плоды, по мере созревания буреющие. Зрелый боб — тёмно-коричневый, имеет форму округлого диска диаметром до 10-12 см. Для прорастания твердая оболочка семян должна быть разрушена, чтобы вода могла достичь зародыша. В противном случае семена будут находиться в состоянии покоя в течение долгого времени.

## Возделывание
В основном Энтеролобиум круглоплодный выращивают как декоративное растение, в парках и аллеях дающую хорошую тень.
Древесина красновато-коричневая, лёгкая (плотность 0,34-0,6 г/см3) и водостойкая, её часто используют для изготовления дверей, окон, мебели. Благодаря способности дерева быстро достигать больших размеров, облегчается поиск естественных срезов длиной до нескольких метров.
В Мексике, пока семенные коробочки ещё зелёные, их собирают и отваривают. В Панаме спелые семена нагревают на огне, пока они не лопнут, употребляя как попкорн. В Коста-Рике семена используют для изготовления недорогих украшений.

## Символика

Герб провинции Гуанакасте с деревом в центре

Энтеролобиум круглоплодный — национальный символ Коста-Рики, где растение известно как гуанакасте. Он изображён на гербах провинции Гуанакасте и некоторых кантонов.

## Таксономия
Латинское название вида имеет несколько синонимов:
- Albizia longipes Britton & Killip
- Enterolobium cyclocarpa (Jacq.) Griseb.
- Feuilleea cyclocarpa (Jacq.) Kuntze
- Inga cyclocarpa (Jacq.) Willd.
- Mimosa cyclocarpa Jacq.
- Mimosa parota Sesse & Moc.
- Pithecellobium cyclocarpum (Jacq.) Mart.
- Prosopis dubia Kunth
- Prosopis dubia Guill. & Perr.[11]

## Галерея

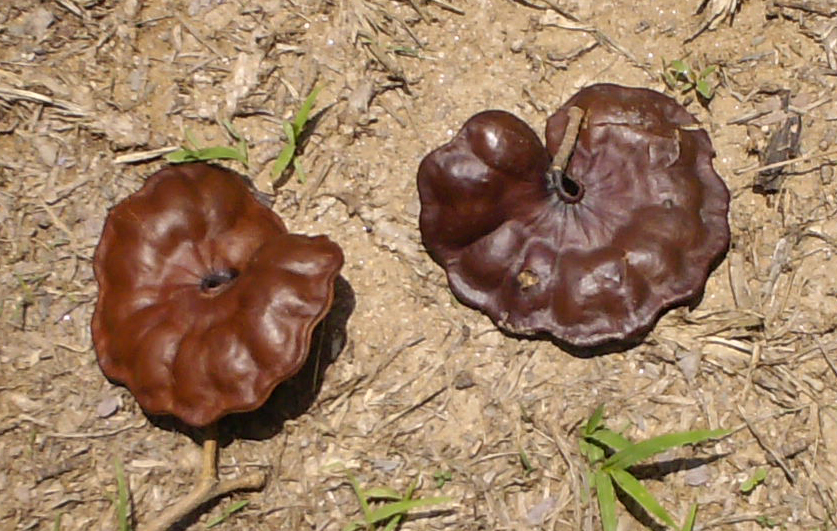
Пллоды, напоминающие слоновье ухо
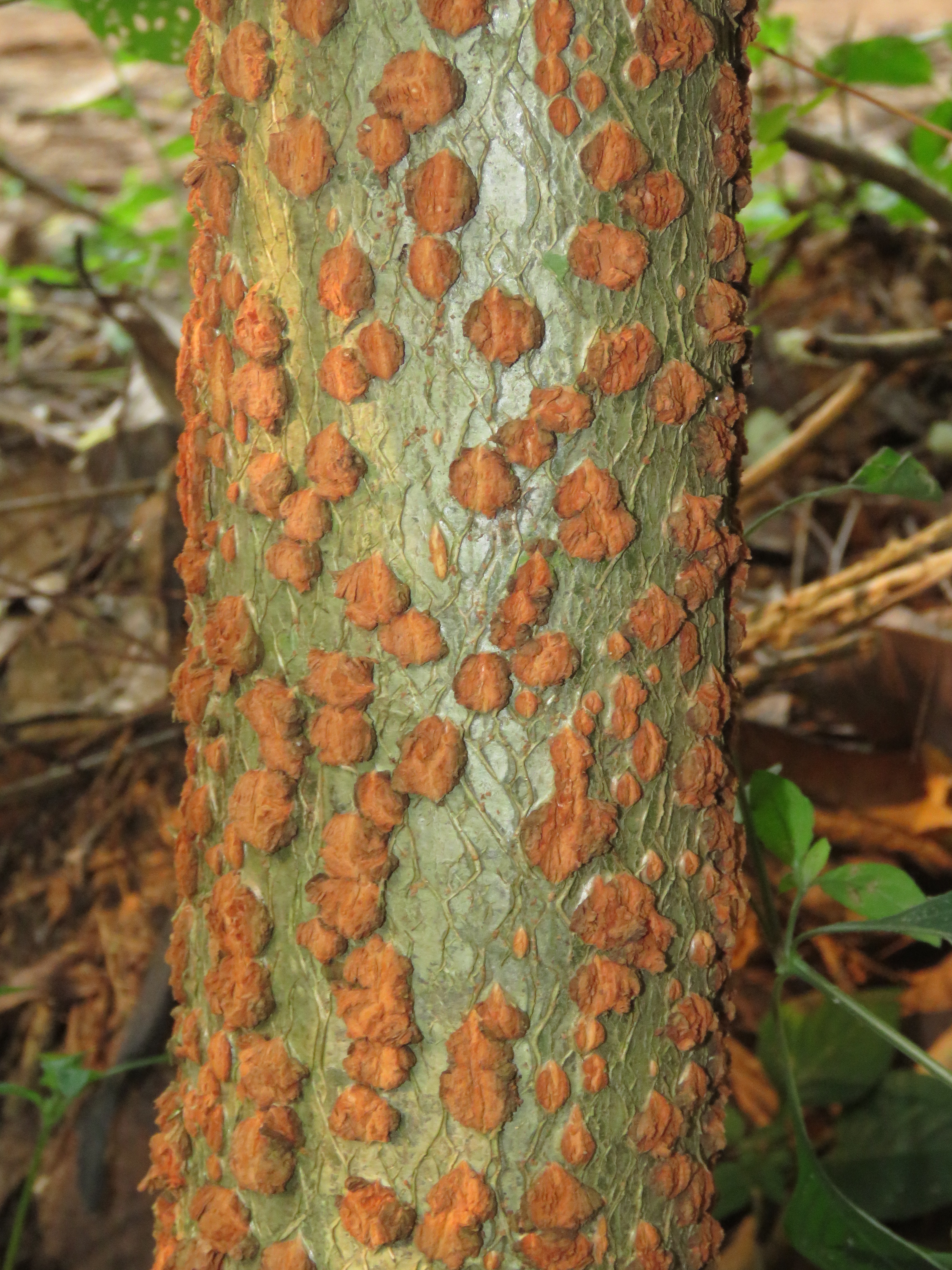
Кора дерева
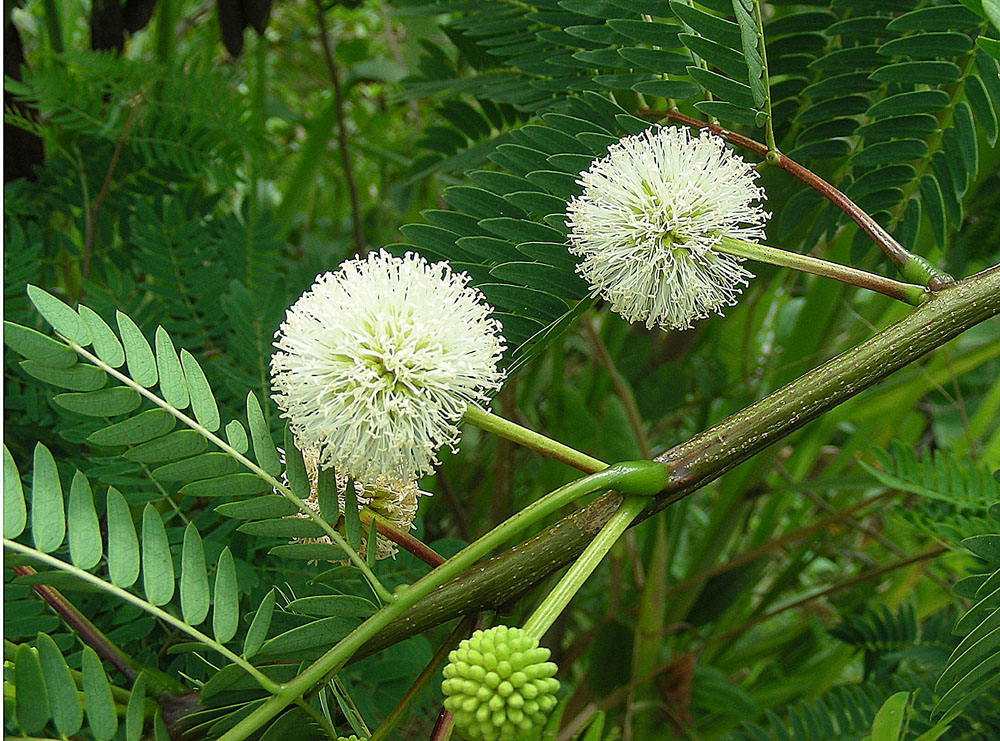
Соцветия
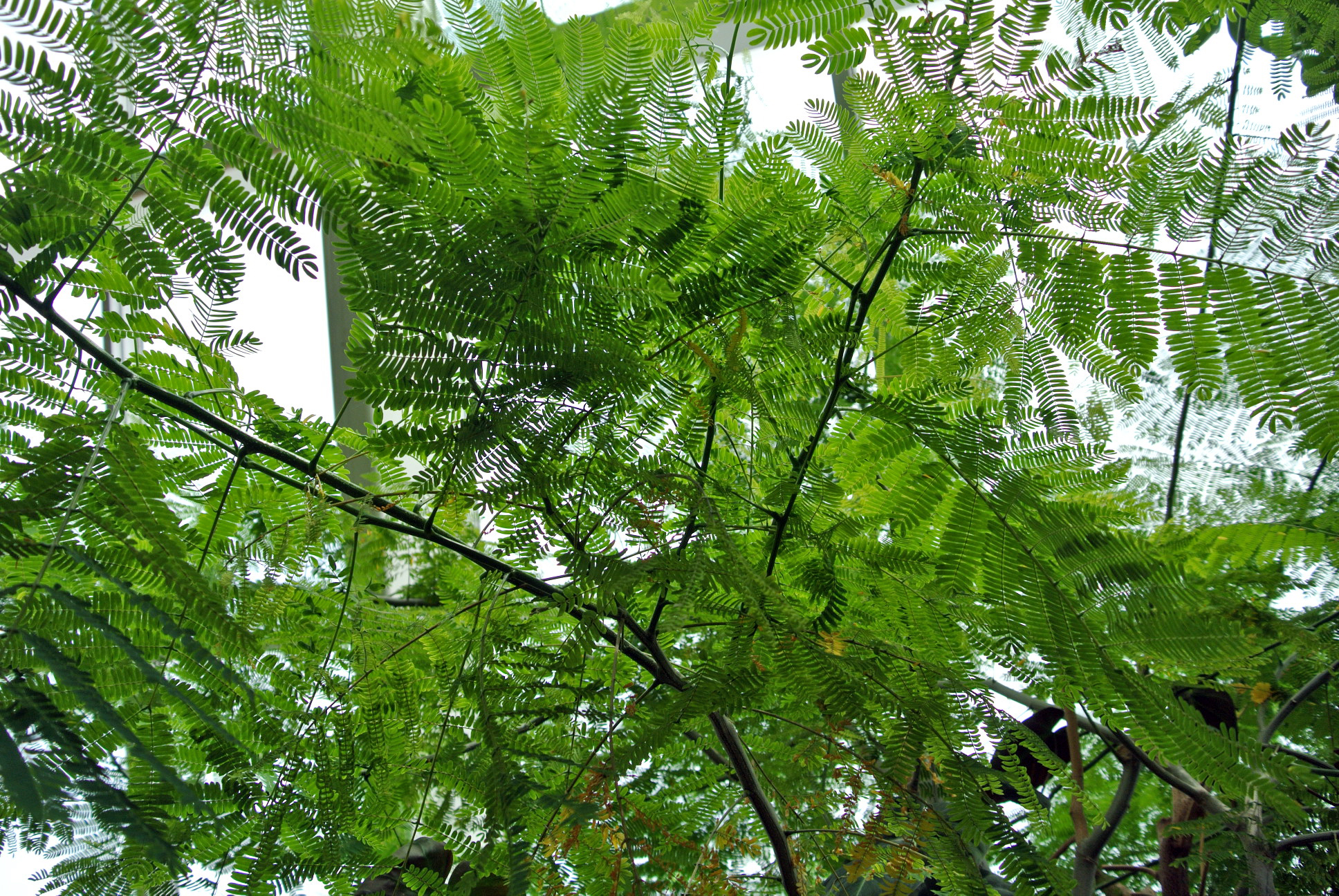
Листья